# Christina Singer
Pour les articles homonymes, voir Singer.
Christina Singer (née le 27 juillet 1968 à Göppingen) est une joueuse de tennis allemande, professionnelle du milieu des années 1980 à 1999.
À deux reprises, elle a joué le 3e tour en simple dans une épreuve du Grand Chelem : à l'US Open en 1993 et à Wimbledon en 1995.
Elle n'a pas gagné de titre WTA pendant sa carrière, mais s'est imposée huit fois (dont trois en double dames) sur le circuit ITF

## Palmarès

### Titre en double dames
Aucun

### Finale en double dames
| No | Date       | Nom et lieu du tournoi | Catégorie | Dotation  | Surface         | Vainqueures                   | Partenaire     | Score    |          |
| -- | ---------- | ---------------------- | --------- | --------- | --------------- | ----------------------------- | -------------- | -------- | -------- |
| 1  | 25-10-1993 | Nokia Grand Prix Essen | Tier II   | 375 000 $ | Moquette (int.) | Arantxa Sánchez Helena Suková | Wiltrud Probst | 7-6, 6-2 | Parcours |

## Parcours en Grand Chelem

### En simple dames
| Année | Open d'Australie | Open d'Australie  | Internationaux de France | Internationaux de France | Wimbledon       | Wimbledon          | US Open         | US Open          |
| ----- | ---------------- | ----------------- | ------------------------ | ------------------------ | --------------- | ------------------ | --------------- | ---------------- |
| 1987  | 2e tour (1/32)   | Tina Mochizuki    | 1er tour (1/64)          | Raffaella Reggi          | -               | -                  | -               | -                |
| 1988  | -                | -                 | 1er tour (1/64)          | Maria Strandlund         | 2e tour (1/32)  | Chris Evert        | 1er tour (1/64) | Linda Ferrando   |
| 1989  | 2e tour (1/32)   | Raffaella Reggi   | -                        | -                        | -               | -                  | -               | -                |
| 1993  | -                | -                 | 1er tour (1/64)          | Elna Reinach             | 1er tour (1/64) | Gloria Pizzichini  | 3e tour (1/16)  | Nathalie Tauziat |
| 1994  | 2e tour (1/32)   | Jane Taylor       | 1er tour (1/64)          | Angélica Gavaldón        | 1er tour (1/64) | Shirli-Ann Siddall | 1er tour (1/64) | Ann Grossman     |
| 1995  | 2e tour (1/32)   | Zina Garrison     | 2e tour (1/32)           | Mary Pierce              | 3e tour (1/16)  | Lindsay Davenport  | 2e tour (1/32)  | Patricia Hy      |
| 1996  | 1er tour (1/64)  | Lindsay Davenport | 1er tour (1/64)          | Petra Begerow            | 1er tour (1/64) | Rika Hiraki        | 1er tour (1/64) | Nathalie Dechy   |

À droite du résultat, l’ultime adversaire.

### En double dames
| Année | Open d'Australie             | Open d'Australie          | Internationaux de France   | Internationaux de France  | Wimbledon                    | Wimbledon                 | US Open                       | US Open                   |
| ----- | ---------------------------- | ------------------------- | -------------------------- | ------------------------- | ---------------------------- | ------------------------- | ----------------------------- | ------------------------- |
| 1987  | -                            | -                         | 2e tour (1/16) A. Betzner  | D. Balestrat C. Bassett   | 1er tour (1/32) A. Betzner   | Paula Smith Van Rensburg  | -                             | -                         |
| 1988  | -                            | -                         | 1er tour (1/32) G. Mosca   | K. Maleeva M. Maleeva     | 1er tour (1/32) Iva Budařová | Sandy Collins Hu Na       | -                             | -                         |
| 1989  | 2e tour (1/16) Silke Meier   | Henricksson Beth Herr     | -                          | -                         | -                            | -                         | -                             | -                         |
| 1993  | -                            | -                         | 1er tour (1/32) W. Probst  | L. Neiland Jana Novotná   | -                            | -                         | 1er tour (1/32) W. Probst     | Silvia Farina L. Ferrando |
| 1994  | 1er tour (1/32) W. Probst    | Elna Reinach J. Strnadová | 3e tour (1/8) W. Probst    | Silvia Farina G. Helgeson | 2e tour (1/16) B. Rittner    | K. Boogert N. Jagerman    | 1er tour (1/32) B. Rittner    | Nancy Feber S. Testud     |
| 1995  | 2e tour (1/16) Nicole Arendt | G. Fernández N. Zvereva   | 2e tour (1/16) Likhovtseva | G. Sabatini B. Schultz    | 1er tour (1/32) C. Porwik    | K. Boogert N. Jagerman    | 2e tour (1/16) Anke Huber     | Julie Halard N. Tauziat   |
| 1996  | 1er tour (1/32) W. Probst    | K. Guse Patricia Hy       | 1er tour (1/32) W. Probst  | C. Martínez P. Tarabini   | 3e tour (1/8) W. Probst      | L. Davenport MJ Fernández | 1er tour (1/32) Laura Golarsa | N. Bradtke R. McQuillan   |
| 1998  | -                            | -                         | 2e tour (1/16) H. Vildová  | A. Kournikova L. Neiland  | 1er tour (1/32) H. Vildová   | K. Kschwendt E. Tatarkova | 2e tour (1/16) H. Vildová     | B. Schett P. Schnyder     |
| 1999  | 2e tour (1/16) H. Vildová    | S. Williams V. Williams   | 1er tour (1/32) H. Vildová | Els Callens Rita Grande   | 2e tour (1/16) W. Probst     | M. de Swardt E. Tatarkova | -                             | -                         |

Sous le résultat, la partenaire ; à droite, l’ultime équipe adverse.

### En double mixte
| Année | Open d'Australie | Open d'Australie | Internationaux de France   | Internationaux de France | Wimbledon                   | Wimbledon                   | US Open | US Open |
| ----- | ---------------- | ---------------- | -------------------------- | ------------------------ | --------------------------- | --------------------------- | ------- | ------- |
| 1994  | -                | -                | -                          | -                        | 2e tour (1/16) B. Haygarth  | Helena Suková T. Woodbridge | -       | -       |
| 1995  | -                | -                | -                          | -                        | 3e tour (1/8) B. Haygarth   | L. Neiland M. Woodforde     | -       | -       |
| 1996  | -                | -                | -                          | -                        | 1er tour (1/32) B. Haygarth | L. Neiland M. Woodforde     | -       | -       |
| 1998  | -                | -                | 1er tour (1/32) M. Barnard | Iva Majoli Todd Martin   | -                           | -                           | -       | -       |

Sous le résultat, le partenaire ; à droite, l’ultime équipe adverse.

## Parcours en Coupe de la Fédération
| #                                                                          | Date       | Lieu       | Surface      | Gagnante(s)                       | Perdante(s)                      | Score    |          |
|                                                                            |            |            |              |                                   |                                  |          |          |
| 1994 - 1er tour (groupe mondial) - Allemagne - Colombie - 3 : 0            |            |            |              |                                   |                                  |          |          |
| 1                                                                          | 18/07/1994 | Francfort  | Terre (ext.) | Barbara Rittner Christina Singer  | Giana Gutierrez Fabiola Zuluaga  | 6-0, 6-2 | Parcours |
|                                                                            |            |            |              |                                   |                                  |          |          |
| 1994 - 2e tour (groupe mondial) - Allemagne - Slovaquie - 2 : 1            |            |            |              |                                   |                                  |          |          |
| 2                                                                          | 20/07/1994 | Francfort  | Terre (ext.) | Karina Habšudová Janette Husárová | Barbara Rittner Christina Singer | 6-4, 6-3 | Parcours |
|                                                                            |            |            |              |                                   |                                  |          |          |
| 1994 - 1/4 de finale (groupe mondial) - Allemagne - Afrique du Sud - 3 : 0 |            |            |              |                                   |                                  |          |          |
| 3                                                                          | 22/07/1994 | Francfort  | Terre (ext.) | Barbara Rittner Christina Singer  | Mariaan de Swardt Tessa Price    | 7-5, 6-4 | Parcours |
|                                                                            |            |            |              |                                   |                                  |          |          |
| 1994 - 1/2 finale (groupe mondial) - Allemagne - Espagne - 1 : 2           |            |            |              |                                   |                                  |          |          |
| 4                                                                          | 23/07/1994 | Francfort  | Terre (ext.) | Conchita Martínez Arantxa Sánchez | Barbara Rittner Christina Singer | 7-5, 6-1 | Parcours |
|                                                                            |            |            |              |                                   |                                  |          |          |
| 1996 - Barrage (groupe mondial I) - Autriche - Allemagne - 1 : 4           |            |            |              |                                   |                                  |          |          |
| 5                                                                          | 13/07/1996 | Pörtschach | Terre (ext.) | Barbara Schett Melanie Schnell    | Sabine Hack Christina Singer     | 6-3, 6-4 | Parcours |

## Classements WTA en fin de saison

### En simple
| Année | 1986 | 1987 | 1988 | 1989 | 1990 | 1991 | 1992 | 1993 | 1994 | 1995 | 1996 | 1997 | 1998 |
| Rang  | 163  | 85   | 160  | 264  | 475  | 238  | 169  | 78   | 77   | 55   | 136  | 506  | 366  |

Source : (en) « Classements de Christina Singer », sur le site officiel du WTA Tour

### En double
| Année | 1986 | 1987 | 1988 | 1989 | 1990 | 1991 | 1992 | 1993 | 1994 | 1995 | 1996 | 1997 | 1998 |
| Rang  | 272  | 69   | 183  | 247  | -    | 437  | 462  | 78   | 63   | 61   | 69   | 398  | 114  |

Source : (en) « Classements de Christina Singer », sur le site officiel du WTA Tour